# Hypnodendron subarborescens
Hypnodendron subarborescens är en bladmossart som beskrevs av C. Müller in Geheeb 1889. Hypnodendron subarborescens ingår i släktet Hypnodendron och familjen Hypnodendraceae. Inga underarter finns listade i Catalogue of Life.